# Кособукин, Юрий Артёмович
Ю́рий Артёмович Кособу́кин (14 мая 1950, Иман — 15 января 2013, Киев) — художник-карикатурист. Публиковаться начал в 1976 году в газете «Комсомольская правда». Участник конкурсов и коллективных выставок. Персональные выставки были в Германии, Италии, Польше, России, Турции, Франции, на Кубе. Создал узнаваемый стиль — «небритых человечков».

## Семья
Жена — Нина Васильевна Кособукина, дочь — Татьяна Кособукина, архитектор, сын — Максим Кособукин.

## Биография
В 1953 году переехал в Сталинград. В 1967 году окончил школу.
Поступил в Харьковский авиационный институт, который успешно окончил в 1973 году.
Переехал в Киев. Работал в КБ имени Антонова.
Работал с газетами «Рабочая газета» и другими.

## Критика
Зачем России «Тополя» и «Буки»?..

Куда надежней юмора «тротил».

Художник славный Юрий Кособукин

Евразию давно уж покорил.
Смехо-ядерный реактор,

Излучение от скуки.

И «де юре», и «де факто»

Лучший — Юрий Кособукин!

Так широк таланта угол

И «де факто», и «де юре».

Стал к тому же «Редьки» другом

Мастер Кособукин Юрий!
По словам Владимира Казаневского, Юрий был

серьёзный, почти не шутил. К своим рисункам подходил тщательно и профессионально. Лет пять назад один из арабских сайтов проводил опрос, кто самый лучший карикатурист мира. Им стал Юрий Кособукин. На международных конкурсах он получил почти 500 наград. Благодаря этому мог попасть в Книгу рекордов Гиннеса. Но из-за своей скромности не воспользовался этим

## Публикации
- Кособукин Юрий. АЛЬБОМ КАРИКАТУР.
- Виктор Богорад, Сергей Самоненко. Галерея мастеров карикатуры. Выпуск 1. Юрий Кособукин. ISBN 978-5-93682-526-2, ISBN 988-5-93682-526-2 (ошибоч.); 2008 г. 1000 экз.